# 比安卡·威廉斯
比安卡·威廉斯（英語：Bianca Williams，1993年12月18日—），英国女子田径运动员，2016年欧洲田径锦标赛女子4×100米接力银牌得主、2018年欧洲田径锦标赛女子4×100米接力金牌得主、2023年欧洲运动会女子200米铜牌得主。